# 奥尔萨拉博尔米达
奥尔萨拉博尔米达（義大利語：Orsara Bormida），是意大利亚历山德里亚省的一个市镇。总面积5.14平方公里，人口403人，人口密度78.4人/平方公里（2009年）。ISTAT代码为006119。